# František Picek
František Picek (Praga, 13 aprile 1912 – 21 novembre 2007) è stato un cestista cecoslovacco.

## Carriera
Disputò due partite per la nazionale cecoslovacca alle Olimpiadi estive del 1936 e vinse la medaglia di bronzo ai Campionati europei del 1935.